# Philippe Lacoue-Labarthe
Philippe Lacoue-Labarthe, född 6 mars 1940 i Tours, död 28 januari 2007 i Paris, var en fransk filosof och litteraturkritiker. Han var ledamot och en tid ordförande för Collège International de Philosophie i Paris.
Lacoue-Labarthe skrev böcker om bland andra Martin Heidegger, Jacques Derrida, Jacques Lacan, Paul Celan och Gérard Granel. Därtill översatte han verk av Heidegger, Celan, Friedrich Nietzsche, Friedrich Hölderlin och Walter Benjamin. Lacoue-Labarthe utgav flera böcker tillsammans med Jean-Luc Nancy, bland annat Le Mythe nazi som handlar om den tyska nationalismens utveckling.
Lacoue-Labarthe var elev till Gérard Granel och Gérard Genette och influerades av Socialisme ou Barbarie-rörelsen och Situationisterna. 
År 1980 anordnade Lacoue-Labarthe och Nancy i Cerisy-la-Salle en konferens om Jacques Derrida, med utgångspunkt från dennes Les fins de l'homme från 1968. Detta ledde bland annat till att Lacoue-Labarthe och Nancy grundade Centre de Recherche Philosophique sur le Politique (CRPP) vid École normale supérieure i Paris. CRPP studerade politiska frågor utifrån filosofiska utgångspunkter.

### Med Jean-Luc Nancy
- Le Titre de la lettre: une lecture de Lacan, 1973
- L'Absolu littéraire: théorie de la littérature du romantisme allemand, 1978
- Le Mythe nazi, 1991
- Scène, suivi de Dialogue sur le dialogue, 2013
- La panique politique, suivi de Le peuple juif ne rêve pas, 2013